# Dichocrocis leptalis
Dichocrocis leptalis là một loài bướm đêm trong họ Crambidae.